# Lagynogaster antennalis
Lagynogaster antennalis là một loài ruồi trong họ Asilidae. Lagynogaster antennalis được Hsia miêu tả năm 1949. Loài này phân bố ở vùng Cổ Bắc giới và châu Á.